# لويجي بورو
لويجي بورو (و. 1826 – 1886 م) هو نحات"Ontdek beeldhouwer Luigi Borro". فنانو معهد هولندا لتاريخ الفن. مؤرشف من الأصل في 2019-10-13. اطلع عليه بتاريخ 2019-02-12."Musée d'Orsay: Notice d'Artiste". مؤرشف من الأصل في 2019-12-14. اطلع عليه بتاريخ 2019-02-12."Borro, Luigi : Benezit Dictionary of Artists - oi". قاموس بينيزيت للفنانين. 2006. ISBN:978-0-19-977378-7. مؤرشف من الأصل في 2019-10-31. اطلع عليه بتاريخ 2019-02-12.، ورسام، وفنان من مملكة إيطاليا، توفي في البندقية، عن عمر يناهز 60 عاماً.